# Stoda libudum
Genre
Espèce
Synonymes
- Theridion libudum Roberts, 1978

Statut de conservation UICN

 VU B1ab(iii)+2ab(iii) : Vulnérable
Stoda libudum, unique représentant du genre Stoda, est une espèce d'araignées aranéomorphes de la famille des Theridiidae.

## Distribution
Cette espèce est endémique des Seychelles. Elle se rencontre sur Mahé et Silhouette.

## Publications originales
- Roberts, 1978 : Contributions à l'étude de la faune terrestre des îles granitiques de l'archipel des Séchelles (Mission P.L.G. Benoit - J.J. Van Mol 1972). Theridiidae, Mysmenidae and gen. Theridiosoma (Araneidae) (Araneae). Revue de zoologie africaine, vol. 92, p. 902-939.
- Saaristo, 2006 : Theridiid or cobweb spiders of the granitic Seychelles islands (Araneae, Theridiidae). Phelsuma, vol. 14, p. 49-89.